# Shitsurakuen
Shitsurakuen (jap. 失楽園; dos. Raj utracony) – manga autorstwa Tōru Naomury. Opowiada historię Sory Himoto, studentki z wymiany, cechującej się rozwiniętym poczuciem sprawiedliwości i pragnącej zostać rycerzem. Przybywszy do Akademii Utopia, poznaje zasady gry toczącej się w wirtualnej rzeczywistości – Exaclan – rozgrywanej przez mężczyzn, gdzie dziewczyny wykorzystywane są jako oręż w walkach, traktowane przez swych właścicieli jak przedmioty. Widząc jedną z dręczonych dziewczyn wkracza do akcji, bezwiednie stając się pierwszym żeńskim uczestnikiem rozgrywek. Poza Japonią manga wydana została we Francji przez wydawnictwo Ki-oon.

## Bohaterowie

### Sora i jej bronie
Sora Himoto (jap. 緋本 ソラ Sora Himoto)
Jedyny żeński uczestnik gry Exaclan, bierze na swe barki zadanie przezwyciężenia męskiej dominacji w Akademii. Honorowa, lecz niezbyt bystra. Pragnie być rycerzem chroniącym księżniczki, nawet poproszona przez IX o "ochronę i władanie" odpowiada, że nie ma szans, aby mogła władać swoją księżniczką.
Koharu Izaki (jap. 伊咲 コハル Izaki Koharu)
Pierwsza księżniczka Sory. Poświęca się dla niej całkowicie i wspomaga w każdy możliwy sposób. Potulna i łagodna osoba, łatwo wpędzić ją w zakłopotanie. Zaślepiona uczuciem wobec Sory, często snuje malownicze fantazje z nią w roli głównej. Fantazje te czasem wymykają się spod kontroli, co sprawia, że Koharu staje się obiektem żartów ze strony Yuki. Nie wspiera Sory w walce tak często, jak Reiko lub Tomoko, spędzając większość czasu w pokoju Yuki, który stanowi miejsce spotkań całej grupy. Jest jedną z sześciu "Gwiazd", jej oręż stanowi dubeltówka.
Yuki Yagizawa (jap. 八木澤 ユキ Yagizawa Yuki)
Druga księżniczka Sory. Była pierwszą dziewczyną widzianą przez Sorę podczas gry, tuż po jej przybyciu do Akademii. Obawiała się stawić czoła chłopakom, ale widok Sory i Koharu przywrócił jej nadzieję. Większość czasu spędza w łóżku, lecząc rany nabyte podczas walki dla poprzedniego właściciela. Stara się samodzielnie zinfiltrować szkolny system i rejestry dziewcząt. Wydaje się być łagodną i miłą osobą, lecz zdarzają się jej złośliwe wybryki. Ciepła osobowość skrywa częsty brak pewności siebie i słabość fizyczną. Wyróżnia się swymi podwójnymi, czarnymi warkoczykami. Jej oręż stanowi sztylet, uważany za słabą broń, lecz później przekształca się w katanę (dzięki hakerskim umiejętnościom Tsuki) i zyskuje znak "Gwiazdy".
Tomoko Oashi (jap. 小芦 トモコ Oashi Tomoko)
Pierwsza dziewczyna przekazana przez Sorę Karinowi. Nie chciała należeć do mniejszości i doświadczać przemocy ze strony studentów, więc poprosiła Sorę o zerwanie ślubowania. Dzięki temu Mitarai – na rozkaz Ela – torturował Oashi, aż do końcowego etapu "karnych ostrzeżeń". Później została uwolniona przez Karina i trafiła we władanie Sory, gdy ta przyszła jej na pomoc w lesie. Po tych wydarzeniach stała się bardzo przywiązana do Sory, czasem wprost zaborcza w uczuciach. Reiko często doprowadza ją na krańce cierpliwości, ze względu na swą bliskość z Sorą. Jej oręż stanowi włócznia, jedna z sześciu "Gwiazd".
Reiko Date (jap. 伊達 レイコ Date Reiko)
Dziewczyna władana wcześniej przez Sumita, członka Rady Studenckiej. Sumita celowo przegrał walkę z Sorą, aby Reiko trafiła właśnie w jej ręce. Ku zaskoczeniu i rozpaczy reszty dziewczyn, Reiko pragnie być władana przez członka Rady. Później wychodzi na jaw, że przez 4 lata przechodziła z rąk do rąk i pozwalała swym właścicielom znęcać się nad nią, marząc o tym, aby w końcu zostać żoną kogoś wpływowego. Wierzyła, że służąc silnemu graczowi uzyska wpływ na rozgrywki Exaclan i przyczyni się do uwolnienia innych dziewcząt. Jednakże, szukając Sumity, nieszczęśliwie staje się własnością Tōgyū'a, doświadczając drastycznych tortur. Ostatecznie znajduje ją Sora, i postanawia uwolnić za pomocą "karnych ostrzeżeń" (chociaż wzbrania się przed fizycznym napastowaniem Reiko, postanawia symulować seksualną napaść). Mimo że nie znalazła wsparcia w innych dziewczynach, gdy zdecydowała się walczyć z systemem, i wielu lat wykorzystywania, ma poczucie obowiązku wobec słabszych i wierzy, że pomoc im leży w zasięgu jej możliwości. Ostatecznie przezwycięża niechęć wobec Sory, gdy tam mówi jej, że nie musi już więcej walczyć samotnie, dzięki czemu pozyskuje ją dla grupy. Charakteryzuje się silnym poczuciem sprawiedliwości, reprezentuje typową postać tsundere. Ufa Sorze i często jej towarzyszy. Jej oręż stanowi kiścień – jedna z sześciu "Gwiazd".
Hiyo Shishido (jap. 志々堂 ヒヨ Shishidō Hiyo)
Początkowo pokazana jako szaleńczo zakochana w Sorze – gdy ta uratowała ją przed chłopcem – okazuje się jednak, że to tylko gra z jej strony. Hiyo miała starszą siostrę walczącą przeciw męskiej dominacji w Akademii, co ostatecznie spowodowało wydalenie jej ze szkoły z powodu odniesionych ran. Reiko wspomina, że Sora jest bardzo podobna do siostry Hiyo – postępuje w równie brawurowy sposób i kieruje się podobnymi ideałami, chociaż Hiyo lekceważy jej sukcesy. Ostatecznie dziewczyny odkrywają, że Hiyo wykradała dokumenty wszystkich ocalonych dziewcząt na polecenie Tōgyū'a. Okazuje się, że była manipulowana przez Tōgyū'a, aby uniknąć podobnego losu, co jej siostra. Gdy Tōgyū eliminuje samego siebie z gry, zostaje bronią Sory. Jej oręż stanowi ogromny topór, jedna z sześciu "Gwiazd".

### Rada Studencka
El
Przewodniczący Rady Studenckiej. Mówi się, że jest okrutnikiem z zimnym sercem, jednak to tylko maska, pozwalająca zachować balans pomiędzy płciami w Akademii; jego prawdziwe imię to Karin, dziedzic fortuny Iwajihiri. Wyróżnia się noszoną maską, lub – gdy występuje jako Karin – przepaską na oku. Włada jedną z "Gwiazd". Pokładał wszelkie nadzieje w Sorze; gdy ujawnia jej swą tożsamość, Sora jest tym kompletnie zaszokowana – jako, że Karin jest miłą i troszczącą się o innych osobą, która nauczyła ją, jak ratować dziewczyny, ponadto nauczył walczyć ją i Akane. Jest starszy, niż wygląda, jednak kreuje się na zwykłego studenta.
Sumita (jap. 墨田)
Wiceprzewodniczący Rady Studenckiej. Nosi parę ciemnych okularów. Wydaje się stać po stronie dziewczyn, jak widać to w momencie, gdy zmuszał Tōgyū do uwolnienia Reiko, i w bonusowym rozdziale, gdy anonimowo zostawia prezent dla Reiko przebywającej w szpitalu.
Mitarai (jap. 御手洗)
Homoseksualista, szaleńczo zakochany w Elu.
Shojo (jap. 丞上 Shōjō)
Jako dziecko uwielbiał postać Rycerza Sprawiedliwości, podobnie jak Sora, więc gdy przybył po raz pierwszy do Akademii Utopia, pragnął uwolnić dręczone dziewczyny. Niestety, został schwytany przez szkolny personel i poddany praniu mózgu. Od tamtego czasu traktuje wszystkich ludzi wokół jak śmieci. Jedyną osobą, którą się interesuje, jest El – zwany przez niego bogiem.
Haruka Kuchinawa (jap. 朽奈和 ハルカ Kuchinawa Haruka)
Zawsze przebywa blisko Ela, jednak łączą go również jakieś relacje z Kawazu. Z bonusowego rozdziału dowiadujemy się, że Haruka jest kobietą i matką Kawazu, i – podobnie jak El – tylko udaje studenta.
Tamao Kawazu (jap. 川津 タマオ Kawazu Tamao)
Gadatliwy i słaby, jednak w głębi serca nienawidzi systemu mizoginii w szkole. Później okazuje się, że jest synem Kuchinawy. Daleki krewny Tsuki.
Shinji Kajiwara (jap. 梶原 シンジ Kajiwara Shinji)
Pierwszy przeciwnik, którego pokonała Sora, później przegrywa z nią jeszcze kilka razy. Wydaje się być zakochany w Koharu, jednak postrzega ją tylko jako cenny przedmiot.
Shirō Tōgyū (jap. 東岌 シロウ Tōgyū Shirō)
Szaleniec, zniszczył życie wielu dziewczynom. Przez krótki czas władał Reiko i okrutnie ją torturował, póki Sora nie przybyła na ratunek. Sora wierzyła, że "ocalił" Hiyo, kierując jej gniew z dala od Iwajihiri, przez co nie została zniszczona tak, jak jej siostra.

### Inni
Tsuki Aoi (jap. 蒼井 ツキ Aoi Tsuki)
Najbliższa przyjaciółka Sory. Tajemnicza postać, mózg wszystkich działań Sory. Władana przez Ela – twierdzi, że w ten sposób ma możliwość zbierania dokładnych informacji na temat gry, jednak w rzeczywistości jest sub-adminem Exaclan; może stać za dołączeniem Sory do rozgrywek. Dwa razy pojawia się jako "IX", księżniczka z legendy; w tym przebraniu nosi maskę z kwiecistym wzorem i długie, złote włosy. Jej oręż wygląda jak ostrze, wydaje się być ukształtowane z potężnej energii i stanowi najsilniejszą jak dotąd broń, chociaż to (jak również fakt, że "IX" może być władana przez Sorę jako broń, mimo że Tsuki należy do Ela) może wynikać z pozycji, jaką zajmuje Tsuki w strukturze Exaclan i możliwości wprowadzania poprawek w kodzie gry. Zależy jej na tym, aby Sora została jej rycerzem, ponieważ tylko przyjaciółka z dzieciństwa potrafi ją zrozumieć – odkąd przekonała Sorę, że powinna ratować dziewczyny, ponieważ wszystkie są księżniczkami. Okazuje się, że to właśnie Tsuki zraniła Karina w prawe oko.
Akane (jap. アカネ)
Jeden z sojuszników Sory. Wydaje się żywić co do niej głębsze uczucia. Nosił parę okularów, które miały go "ukryć", podobnie jak przepaska Karina; jednak później je odrzuca, obiecując sobie, że nie będzie się więcej ukrywał. Miły chłopak, chociaż słaby fizycznie.

## Exaclan
Exaclan (jap. エグザクラン Eguzakuran) to wirtualna gra, w której chłopcy walczą ze sobą za pomocą broni, dostarczanych przez studentki. Aby dobyć oręża, chłopiec zakłada specjalną rękawicę i wyciąga broń z klatki piersiowej dziewczyny. Gra toczy się między dwoma graczami i trwa dopóty, dopóki któryś chłopak lub dziewczyna nie utracą przytomności, lub dopóki ktoś nie uzna się za pokonanego. Mimo że gra toczy się w wirtualnej rzeczywistości – bez krwi i ran – gracze i bronie wciąż odczuwają ból. Zwycięzca przejmuje oręż pokonanego.
Gra jest urządzona w ten sposób, że dziewczyna dostarczająca broń może być dręczona tylko przez swego właściciela. Jeśli ktoś inny podniesie rękę na cudzą broń, system gry automatycznie wyśle karne ostrzeżenia. Przez pierwsze piętnaście minut bóle głowy nawiedzają agresora, broń oraz jej właściciela. Etap drugi, trwający kolejne piętnaście minut, charakteryzuje się jeszcze silniejszym bólem. Ostatecznie, po 30 minutach – jeśli agresor nie zaprzestanie ataku lub właściciel nie przybędzie na ratunek swojej własności lub jej nie uwolni – aktywuje się "ostateczna kara", niszcząca przyszłe życie całej trójki.
Aby wygrać grę, jedna osoba musi zgromadzić sześć "Gwiazd". "Gwiazdami" są bronie, które – podczas używania – wyświetlają zbugowany symbol, zawierający gwiazdkę i kilka linijek kodu Java. Sora ma 5 "Gwiazd", El włada ostatnią. Więcej szczegółów odnośnie do Exaclan zostaje ujawnionych w rozdziale 19.